# Tituria obtusa
Tituria obtusa är en insektsart som beskrevs av Kato 1931. Tituria obtusa ingår i släktet Tituria och familjen dvärgstritar. Inga underarter finns listade i Catalogue of Life.